# Ermita de San Sebastián (Puebla de Vallbona)
La ermita de San Sebastián de Puebla de Vallbona (Provincia de Valencia, España) fue construida a finales del siglo XIX.
La ermita está orientada de este a oeste, teniendo su puerta de entrada en la parte sur, siendo de madera; los relieves de las esquinas y techo son de forma ojival. A la izquierda de la puerta de la iglesia y mirando al este, se encuentra la casa del "ermitaño", que queda adosada en su parte norte al oeste de la ermita.
El altar mayor se encuentra en su parte este, y encima de la mesa de sacrificios hay una pintura mural representando a San Sebastián atado a un árbol, un angelito depositando un ramo de laurel en la cabeza del Santo. La pintura es de forma natural en cuanto a lo ancho y lo alto. Este cuadro fue pintado por el pintor-decorador Don Benjamín Biot, natural de Meliana, en el año 1945.
En la fachada y encima de la puerta de entrada, un poco a su izquierda, está la "campanilla", sostenida por dos diminutos pilares, y techo también de forma ojival. 
Desde tiempos inmemoriales, el 20 de enero tiene lugar la subida del santo a la Ermita de San Sebastián ("Puxà del Sant"). 